# Billy Bradshaw
William Bradshaw (Padiham, 30 marzo 1884 – 1955) è stato un calciatore e allenatore di calcio inglese, di ruolo centrocampista.

## Carriera

### Giocatore

#### Club
Ha trascorso tutta la carriera nel Blackburn nella massima serie inglese.

#### Nazionale
Ha collezionato 4 presenze con la maglia della propria nazionale.

## Palmarès

### Giocatore

#### Competizioni nazionali
- Campionato inglese: 2

Blackburn: 1911-1912, 1913-1914
- Community Shield: 1

Blackburn: 1912